# Víctor Sanabria Martínez
Víctor Sanabria Martínez (ur. 17 stycznia 1899 w San Rafael de Oreamuno, zm. 8 czerwca 1952 w San José) – kostarykański duchowny katolicki, biskup diecezjalny Alajuela 1938-1940 i arcybiskup metropolita San José de Costa Rica 1940-1952.

## Życiorys
Święcenia kapłańskie otrzymał 9 października 1921.
12 sierpnia 1961 papież Pius XI mianował go biskupem diecezjalnym Alajuela. 12 marca 1938 z rąk arcybiskupa Carla Chiarlo przyjął sakrę biskupią. 7 marca 1940 papież Pius XII mianował go arcybiskupem metropolitą San José de Costa Rica. Funkcję sprawował aż do swojej śmierci.